# Afroholopogon dasys
Afroholopogon dasys är en tvåvingeart som beskrevs av Jason Gilbert Hayden Londt 2005. Afroholopogon dasys ingår i släktet Afroholopogon och familjen rovflugor.
Artens utbredningsområde är Oman. Inga underarter finns listade i Catalogue of Life.